# William Grover-Williams
William Charles Frederick Grover-Williams (Montrouge, 16 gennaio 1903 – Sachsenhausen, 18 marzo 1945) è stato un pilota motociclistico, pilota automobilistico e agente segreto britannico.

## Biografia
Grover-Williams nacque a Montrouge, nel dipartimento degli Hauts-de-Seine. Il padre Frederick era un allevatore di cavalli che, stabilitosi in Francia, sposò una ragazza del posto, Hermance Dagan. La coppia, oltre a William, aveva altri tre figli: Elizabeth (nata nel 1897), Alice e Frederic.
Allo scoppio della prima guerra mondiale, William fu mandato a vivere dai parenti nell'Hertfordshire e, a conflitto terminato, la famiglia si spostò a Montecarlo. Qui iniziò ad appassionarsi alle automobili, anche grazie al fidanzato di una delle sorelle, che gli fece guidare una Rolls-Royce. Una volta presa la patente di guida, acquistò una motocicletta Indian e, nei primi anni venti, iniziò a gareggiare su due ruote all'insaputa della famiglia, con lo pseudonimo di W Williams.
Nel 1919, Grover-Williams iniziò a lavorare come chauffeur presso William Orpen, artista ufficiale della Conferenza di pace di Parigi. In questo periodo conobbe Yvonne Aupicq, amante di Orpen che, dopo la fine della relazione con quest'ultimo, divenne sua moglie nel 1929. Orpen stesso benedisse la loro unione, regalando alla coppia un'abitazione e la sua Rolls-Royce cabriolet.

## Carriera

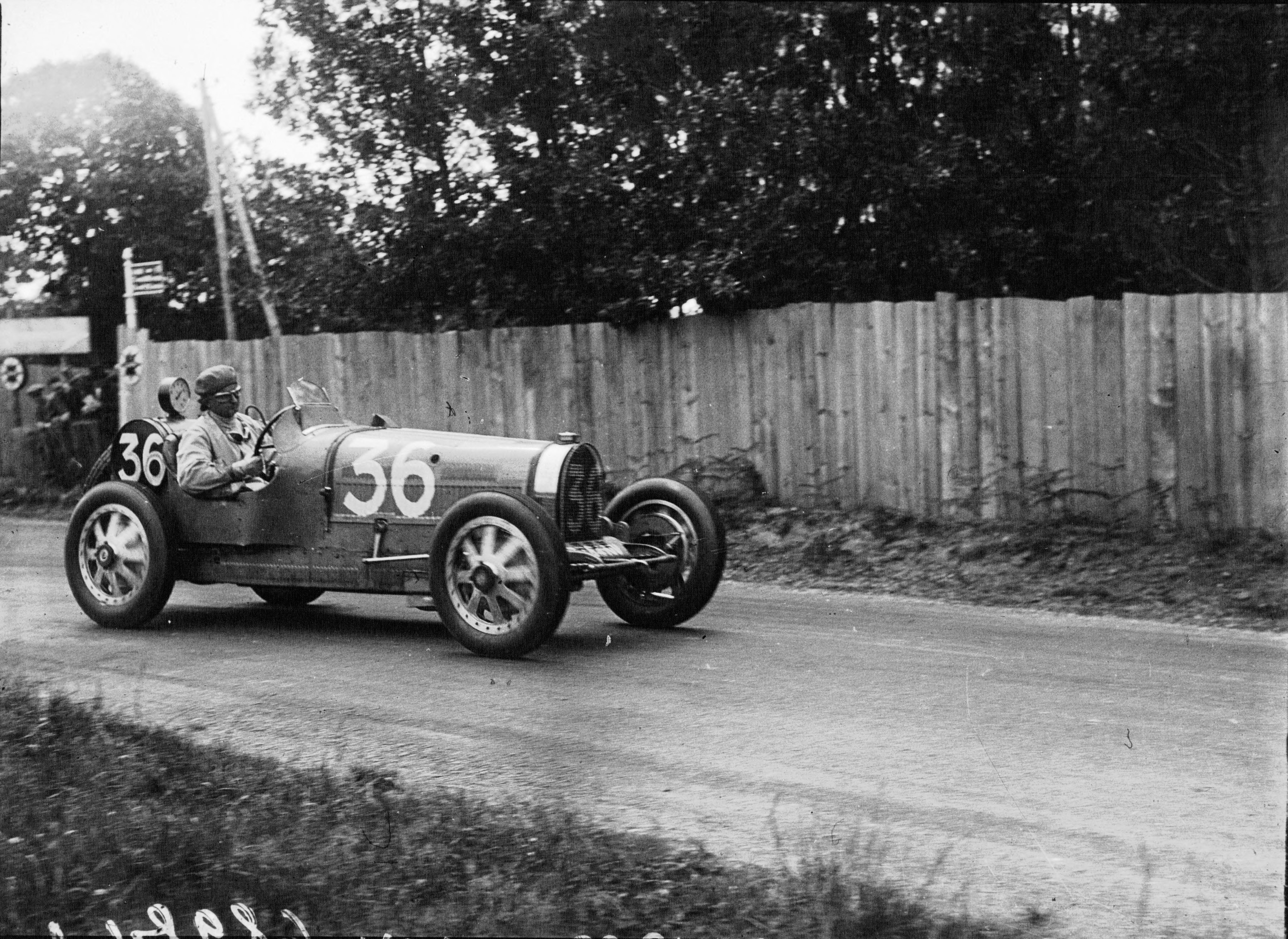
William Grover-Williams a Le Mans, su una Bugatti Tipo 35

Grover-Williams iniziò la sua carriera automobilistica nel 1926 guidando una Bugatti, con cui si iscrisse al Gran Premio di Provenza, svoltosi a Miramas, e al Rally di Montecarlo. Nel 1928 vinse il Gran Premio di Francia, riuscendo a ripetersi l'anno successivo. Sempre nel 1929, arrivò la vittoria all'edizione inaugurale del Gran Premio di Montecarlo, battendo il favorito Rudolf Caracciola su Mercedes. In quell'occasione, la Bugatti di Grover-Williams era dipinta in verde, nella tonalità che sarebbe diventata il colore ufficiale delle auto da corsa britanniche (British racing green).
Nel 1929 ci fu il matrimonio con Yvonne Aupicq: i due, grazie anche ai premi vinti da Grover-Williams, abitavano in una zona residenziale di Parigi e, contemporaneamente, possedevano una grande casa a La Baule, sul Golfo di Biscaglia, che era sede di un Gran Premio. Nel 1931 arrivò la vittoria al Gran Premio del Belgio, mentre proprio a La Baule Grover-Williams vinse per tre anni consecutivi (1931-1933), dopo di che iniziò a diminuire le sue partecipazioni alle corse, occupandosi con la moglie dell'allevamento di cani di razza Aberdeen Terrier e lavorando saltuariamente come istruttore di guida per la Bugatti.

## Seconda guerra mondiale
Durante l'occupazione nazista della Francia, Grover-Williams scappò in Inghilterra, dove si unì al Royal Army Service Corps. Per via della sua dimestichezza con il francese e con l'inglese, fu arruolato nello Special Operations Executive, per dar man forte alla Resistenza francese. A lui si unì Robert Benoist: i due lavorarono insieme nella zona di Parigi per formare squadre di sabotaggio e preparare il terreno per l'arrivo dei paracadutisti alleati. Il 2 agosto 1943 Grover-Williams fu arrestato dal Sicherheitsdienst, il servizio segreto delle SS. Dopo essere stato interrogato a lungo fu trasferito a Berlino e, successivamente, al campo di concentramento di Sachsenhausen, dove fu giustiziato con Francis Suttill, un altro membro del SOE. Tuttavia, esiste una teoria secondo cui Grover-Williams sarebbe sopravvissuto alla guerra. In base a questa suggestione, sarebbe stato arruolato dall'MI6 a fine conflitto, per poi tornare a vivere con la moglie sotto la falsa identità di Georges Tambal. La stessa teoria suggerisce che Grover-Williams sia morto in realtà nel 1983 ad Agen, investito durante una passeggiata in bicicletta dalla Mercedes di un turista tedesco. Tuttavia, non ci sono riscontri: pur essendo accertata infatti l'effettiva esistenza di Tambal, Frederic Grover, fratello minore di William, ha sempre smentito le voci al riguardo, confermandone la morte in prigionia per mano dei tedeschi. Un'altra smentita è arrivata da Hugh Conway Jr, figlio del curatore del Bugatti Trust. Hugh Conway Senior, infatti, incontrò effettivamente il misterioso Tambal ma, a detta del figlio, se fosse davvero stato Grover-Williams suo padre lo avrebbe sicuramente riconosciuto. La morte di Grover-Williams a Sachsenhausen è stata confermata anche dal noto giornalista Joe Saward, nel suo libro-inchiesta Guastatori da corsa.

## Memoria
- Grover-Williams è ricordato al Brookwood Memorial, nel cimitero di Brookwood, e al Valençay SOE Memorial, in cui vengono ricordati i membri del SOE caduti per la liberazione della Francia.
- In vita, Grover-Williams fu segnalato dal maggior generale Colin Gubbins, comandante del SOE, per ricevere l'Ordine dell'Impero Britannico. Tuttavia, dopo che ne venne accertata la morte, la cosa non ebbe seguito, così come accadde per tutti gli agenti di cui fu accertata la morte in combattimento o prigionia.
- Il videogioco The Saboteur ha come protagonista l'irlandese Sean Devlin, personaggio immaginario ispirato a Grover-Williams

## Riepilogo risultati

### Vittorie
| Anno | Gran Premio              | Luogo             | Vettura         | Resoconto |
| ---- | ------------------------ | ----------------- | --------------- | --------- |
| 1928 | Gran Premio di Francia   | Saint-Gaudens     | Bugatti Tipo 35 | Resoconto |
| 1929 | Gran Premio di Monaco    | Monte Carlo       | Bugatti Tipo 35 | Resoconto |
| 1929 | Gran Premio di Francia   | Le Mans           | Bugatti Tipo 35 | Resoconto |
| 1931 | Gran Premio del Belgio † | Spa-Francorchamps | Bugatti Tipo 51 | Resoconto |
| 1931 | Gran Premio di La Baule  | La Baule          | Bugatti Tipo 51 | Resoconto |
| 1932 | Gran Premio di La Baule  | La Baule          | Bugatti Tipo 51 | Resoconto |
| 1933 | Gran Premio di La Baule  | La Baule          | Bugatti Tipo 54 | Resoconto |

† In coppia con Caberto Conelli.

### Risultati al Campionato Europeo
In grassetto le pole position:
| Anno | Squadra        | Vettura | 1     | 2         | 3       | 4   | Pos. | Punti |
| ---- | -------------- | ------- | ----- | --------- | ------- | --- | ---- | ----- |
| 1931 | Usines Bugatti | Bugatti | ITA   | FRA Ret † | BEL 1 † |     | 9º   | 14    |
| 1932 | Privato        | Bugatti | ITA   | FRA 6     | GER     |     | 9º   | 20    |
| 1936 | Bugatti        | Bugatti | MON 9 | GER       | SUI     | ITA | 18º  | 28    |

† In coppia con Caberto Conelli.